# Catarctia unicolor
Catarctia unicolor är en fjärilsart som beskrevs av Druce 1898. Catarctia unicolor ingår i släktet Catarctia och familjen tandspinnare. Inga underarter finns listade i Catalogue of Life.